# Хум (Брда)
Хум (словен. Hum) — поселення в общині Брда, Регіон Горишка, Словенія. Висота над рівнем моря: 196,8 м.